# Гардтнер (Канзас)
Гардтнер (англ. Hardtner) — місто (англ. city) в США, в окрузі Барбер штату Канзас. Населення — 167 осіб (2020).

## Географія
Гардтнер розташований за координатами 37°0′53″ пн. ш. 98°38′58″ зх. д. / 37.01472° пн. ш. 98.64944° зх. д. (37.014730, -98.649318).  За даними Бюро перепису населення США в 2010 році місто мало площу 0,77 км², уся площа — суходіл. В 2017 році площа становила 0,71 км², уся площа — суходіл.

## Демографія
Згідно з переписом 2010 року, у місті мешкали 172 особи в 85 домогосподарствах у складі 44 родин. Густота населення становила 223 особи/км².  Було 123 помешкання (159/км²).
Расовий склад населення:
| - 95,9 % — білих - 0,6 % — корінних американців - 0,6 % — азіатів |

До двох чи більше рас належало 2,9 %. Частка іспаномовних становила 1,7 % від усіх жителів.
За віковим діапазоном населення розподілялося таким чином: 19,2 % — особи молодші 18 років, 57,0 % — особи у віці 18—64 років, 23,8 % — особи у віці 65 років та старші. Медіана віку мешканця становила 51,0 року. На 100 осіб жіночої статі у місті припадало 109,8 чоловіків;  на 100 жінок у віці від 18 років та старших — 107,5 чоловіків також старших 18 років.
Середній дохід на одне домашнє господарство  становив 57 217 доларів США (медіана — 46 250), а середній дохід на одну сім'ю — 72 020 доларів (медіана — 69 375). За межею бідності перебувало 7,5 % осіб, у тому числі 18,9 % дітей у віці до 18 років та 3,0 % осіб у віці 65 років та старших.
Цивільне працевлаштоване населення становило 70 осіб. Основні галузі зайнятості: сільське господарство, лісництво, риболовля — 28,6 %, освіта, охорона здоров'я та соціальна допомога — 24,3 %, роздрібна торгівля — 17,1 %.